# Podkanjski slap
Podkanjski slap (nemško Wildensteiner Wasserfall) na Koroškem je eden najvišjih prosto padajočih slapov v Evropi. Tvori Podkanjski potok, ki se nedaleč od Bele izliva v Dravo.

## Lega
Slap se nahaja nedaleč od kraja Galicija ob dolgi pohodniški poti Eisenwurzen pod vrhom Obirja. Cesta pripelje do makadamskega in delno asfaltiranega parkirišča, s katerega po strmi gozdni poti v približno 20 minutah pridemo do slapu. Približno 30 metrov od padca je majhna ploščad. Prepovedan je vstop bližje zaradi nevarnosti padajočega kamenja, ograja je namenjena preprečevanju nadaljnje hoje.

## Ime
Slap je dobil svoje ime po zgornjih ruševinah gradu Podkanj, ki naj bi ga uničil Veliki koroški potres leta 1348. Danes se del katastrske občine Galicije imenuje Podkanj.

## Spletne povezave
- Fotografije slapa Podkanj